# Nationalisme savoyard
Le nationalisme savoyard caractérise divers mouvements culturels (associations, sociétés savantes) ou politiques (autonomistes, régionalistes, indépendantistes) ayant pour but la reconnaissance d’un particularisme concernant la région historique de la Savoie, constituée des deux départements français actuels de la Savoie et de la Haute-Savoie, héritière de l'ancien duché de Savoie.
Le nationalisme savoyard débute au XIXe siècle en réaction au projet d'unification de la péninsule italienne — le Risorgimento — porté par la maison de Savoie. Il s'est appuyé notamment sur la langue française au sein d'un ensemble devenu majoritairement italien. Ce mouvement atteint son paroxysme lors des débats précédant l’Annexion de la Savoie à la France, avec le traité de Turin en 1860, où les Savoyards se divisent sur leur avenir politique. Plusieurs choix sont mis en avant avec le maintien pour les uns dans le giron de la maison de Savoie, d'autres souhaitent la réunion à la France, quand certains imaginent un projet de création d'un nouveau canton suisse avec une partie de l'ancien duché. Enfin, plus rarement, des projets d'indépendance du duché émergent.
Avec la réunion à la France impériale puis républicaine, l'essentiel de ces revendications ont disparu. Elles trouvent cependant un nouvel essor au cours des années 1960, quelque temps après les célébrations du centenaire de l’Annexion, avec un nouveau sursaut lors des débats sur la régionalisation de 1972 (loi no 72-619 du 5 juillet 1972 portant création et organisation des régions). Le mouvement régionaliste ou nationaliste savoyard n'a jamais eu d'impact électoral important depuis l'Annexion de la Savoie de 1860 ni de personnalités emblématiques pour l'incarner, mais il a trouvé un nouvel essor dans la deuxième moitié des années 1990, avec l'apparition d'un premier mouvement indépendantiste visible, dit « désannexionniste », qui a remis au goût du jour la défense d'un projet régionaliste.

## Définition de l'identité savoyarde
L'historien Christian Sorrel dans son ouvrage Histoire de la Savoie en images : images & récits (2006) consacre un chapitre à « La Savoie en quête d'identité » dans lequel il décline les deux « repères identitaires » de la Savoie : la montagne et l'histoire. Déjà en 1941, dans la revue régionaliste Revue de Savoie, le Commandant Émile Gaillard faisait reposer l'identité de cette région Savoie sur quatre critères : l’unité géographique, l’affirmation de l’histoire, l’économie autosuffisante et l’uniformité de la culture et l’« homogénéité de la population ». Les autres marqueurs d'une identité savoyarde reposent sur une langue, le savoyard, appartenant à l'aire du francoprovençal, bien que le français se soit développé très tôt, la religion catholique, mais ils ne sont pourtant pas spécifiques à cet ensemble, relevant d'une aire culturelle plus vaste.
L'histoire de la Savoie se confond souvent en premier lieu avec l'émergence de la maison de Savoie, depuis le comté de Maurienne au XIe siècle. Les comtes successifs de Maurienne puis de Savoie obtiennent la mainmise, entre autres, sur la Savoie Propre, la Tarentaise, le Chablais puis l'acquisition, non sans tensions ou guerres, du Genevois et du Faucigny. Cet ensemble territorial correspond aux six provinces historiques à l'origine du duché de Savoie, qui donneront en 1860 les deux départements actuels savoyards. Cependant, d'autres territoires ont fait partie de ces premiers États de Savoie. De plus, les comtes, puis ducs de Savoie poursuivent leur politique d'accroissement du pouvoir et de leurs territoires en faisant glisser leurs objectifs principaux vers le Sud, sur le versant italien. Cette politique trouve tout son symbole par le transfert de la capitale de Chambéry à Turin en 1562, le duc Emmanuel-Philibert de Savoie déplace ainsi le centre du pouvoir, ne faisant du duché de Savoie qu'une partie des nombreux États de Savoie. Ce transfert doit aussi être perçu comme un moyen de se protéger de l'ennemi qui se trouvait à l'Ouest des États de Savoie, le royaume de France.
Dans ce vaste ensemble, les Savoyards n'ont qu'une place désormais restreinte. Il faut attendre le XVIIIe siècle pour voir des revendications marquées d'un certain particularisme, qui s'affirmeront notamment au début du XIXe siècle. Le premier mouvement que l'on peut mettre en avant est celui concernant l'usage de la langue. En effet, les provinces de Savoie sont une terre francophone depuis au moins le XIVe siècle dans un ensemble où domine la langue toscane. Ces provinces utilisent de manière officielle le français pour l'État civil depuis le XVIe siècle, en application de l'Ordonnance de Villers-Cotterêts en 1539. À cette époque le duché est occupé par les troupes françaises. L'application reste cependant très aléatoire. Le français est en réalité la langue d'usage véhiculaire dès le XIVe siècle et elle est devenue la langue administrative depuis Emmanuel-Philibert à la suite d'un édit du 11 ou 15 février 1560 la substituant au latin dans les actes des tribunaux. Ce qu'on appelle l'italien n'a jamais été une langue utilisée par l'administration en Savoie, mais à cette époque le toscan est imposé pour les territoires des États de Savoie des versants italiens. Suivant cette revendication, les députés représentant la Savoie au cours du début du XIXe siècle s'exprimeront ainsi en français — « La langue italienne est la langue officielle des Chambres. Cependant, il est facultatif de se servir de la langue française, soit aux membres qui appartiennent aux contrées où cette langue est en usage, soit pour leur répondre. » — et malgré les nuances politiques de l'époque entre libéraux et conservateurs, ceux-ci s'entendent pour défendre le droit à une certaine autonomie, du moins une reconnaissance d'un particularisme local.
Au cours de la seconde partie du XIXe siècle, la Savoie connaît de nombreux bouleversements tant politiques, avec l’Annexion à la France en 1860, que démographiques, avec les grandes migrations, ainsi que culturels, avec la fin de la distinction par la langue ou l'émergence d'une bourgeoisie industrielle. L'économie agraire est complétée par un développement industriel (grâce notamment à l’hydroélectricité) et les prémices du tourisme, avec un impact majeur sur cette identité traditionnelle d’un pays de montagne. La Savoie, après avoir été une terre d’émigration au XIXe siècle, perdant un peu plus de 10 % de sa population, est devenue une terre d'accueil ; on estime que plus de 40 % du million de Savoyards sont nés hors des départements (1999). Dans ces conditions, la définition et la promotion d'une identité locale semblent difficiles aujourd’hui pour la plupart des observateurs de la région, Christian Sorrel constate même que « certains s'y épuisent ».
Au-delà de ces évolutions historiques, la définition de l'unité territoriale savoyarde peut paraître difficile. Si Joseph de Maistre en son temps s’était ému de l’« insupportable division de l’indivisible » en 1814 à la suite de la restauration du royaume de Sardaigne, aujourd’hui la Savoie est souvent désignée par l'expression Pays de Savoie, marquant ainsi des différences sous-régionales. Le géographe Pierre Préau rappelait ainsi dans un ouvrage « Ne nous cachons pas derrière notre petit doigt. Si on le veut, si cela a un sens, si les Savoyards regardent dans le même sens (et non les uns vers Genève, les autres vers Lyon… et en tout cas aucun vers Grenoble !), l'unité de la Savoie n'est pas un patrimoine à sauvegarder, mais une réalité de demain à construire : une ambition. » En effet, deux départements et les villes qui la composent ne montrent pas toujours une entente parfaite. Ainsi, la capitale historique des ducs de Savoie, Chambéry, actuel chef-lieu du département de la Savoie, ne regarde pas toujours dans le même sens qu’Annecy, chef-lieu de la Haute-Savoie. Chambéry, que l'on surnomme parfois la « Porte des Alpes », se trouvant sur l’axe Paris-Rome, se tourne plus facilement vers Paris, tandis que la seconde a du mal à contrôler son territoire face à la polarisation de Genève, qui se trouve être la capitale économique de la région. De plus, la configuration de la Savoie en grandes unités géographiques — les six provinces historiques — remet en cause cette unité et soustrait en partie les grandes vallées intra-alpines de l'Arve, Arly, Isère, Arc, au contrôle des deux capitales. Ce compartimentage de la Savoie marque l’identité que l’on retrouve dans les sociétés mutualistes du XIXe siècle au sein des migrants savoyards et que Jacques Lovie définit ainsi : « Nul n’a peut-être plus de soucis d’être de son pays et de sa province que le Savoyard : appartenance au village, à la vallée, à un ensemble… ».
Malgré l'affirmation d'une identité savoyarde, la définition de celle-ci reste parfois limité et laisse dire à l’historien savoyard André Palluel-Guillard :

« À l'inverse des Suisses, qui se sont arrangés pour bâtir un mythe unique autour de la civilisation de la vache, les Savoyards ont, dans leur volonté d'être assimilés à la France, laissé se développer une imagerie faite de danses folkloriques, de paysages exceptionnels (...) (Elle est devenue) une espèce de ventre mou, sans langue, sans religion caractéristique et sans élite. »

— André Palluel-Guillard

## Histoire du nationalisme savoyard
L'histoire du nationalisme savoyard peut être découpée en phases chronologico-thématiques, selon les objectifs poursuivis.
On distingue ainsi la période pré-Annexion où les Savoyards revendiquent une meilleure prise en compte du duché de Savoie dans le royaume de Piémont-Sardaigne, puis une longue période d'intégration à la France sous l'Empire et la Troisième République. Ensuite, au cours des années 1960/70, des mouvements culturels défendant l'identité locale évoluent pour devenir des mouvements politiques avec l'objectif de mettre en place une « Région Savoie ». Cependant, ces mouvements perdent de leur intensité avec la décentralisation engagée par l'État français. Mais à partir des années 1990, un nouveau courant émerge avec pour certains l'objectif d'une souveraineté de la Savoie, en résonance de la crise identitaire, pour d'autres une autonomie renforcée en parallèle des débats nationaux sur les institutions locales.

### Nationalisme avant 1860
Le nationalisme savoyard se développe dans le contexte du XIXe siècle en lien avec la politique italienne de la maison de Savoie. En effet, Charles-Albert de Sardaigne et ses successeurs entament le mouvement du risorgimento. Les hommes politiques savoyards sont plus ou moins résignés face à cette politique, comme le montre l'attitude du député Charles de Menthon d’Aviernoz ci-après. Le développement du particularisme savoyard repose principalement sur le refus de la politique italienne, considéré comme un détachement de la famille de Savoie pour son berceau historique. Les Savoyards prennent donc appui sur tout ce qui peut les opposer aux habitants de la péninsule, la langue, la politique, la religion, les valeurs… Autant de marqueurs identitaires qui se sont développées dans un milieu montagnard, marqué par les guerres du XVIIe siècle et du XVIIIe siècle, avec une tradition d'autonomie, et un sentiment d'appartenance avant tout à la paroisse ou à la province.
L'historien Christian Sorrel les résume ainsi : « (Les Savoyards) ont tourné le dos à ce qu’ils considéraient comme aventureux. Ils ont opté pour la paix sociale, l'attachement aux valeurs patrimoniales des savoirs et savoir-faire, l'effort dans le durable, le travail à long terme, le respect de leur pays à la fois naturel et identitaire, la communauté, la vallée ou encore la Savoie. »
Déjà au début du XIXe siècle, la question de l'unité du duché fait partie des revendications. Ainsi, en conséquence de la fin de l'Empire en 1814, le traité de Paris prévoit le retour de la partie alpine du duché à la maison de Savoie, l'autre restant en France sous le nom de département du Mont-Blanc, puis le second traité de Paris de 1815 unit de nouveau la Savoie.

#### Un écart grandissant entre la Savoie et la future Italie
Les Savoyards ont l'impression qu'ils sont donc des sujets de second plan dans ce royaume qui souhaite la réunification de la péninsule, une minorité traitée différemment des autres sujets du royaume, non-francophones (sauf les Valdôtains) et concernés par l'unification italienne. Cette rancœur se traduit alors par la critique de la gestion du duché de Savoie. Là où les Savoyards voudraient rester maîtres chez eux, les fonctionnaires provenant d'outre-Alpes étaient alors les plus nombreux. L'historien Robert Avezou recense quant à lui une vingtaine de réclamations au Parlement de Turin concernant le duché, faites par les soixante-dix-neuf députés savoyards : évolution des pouvoirs régionaux (1850), développement économique (1850-58), redistribution des emplois publics en faveur des Savoyards, places réservées aux Savoisiens dans la brigade de Savoie en raison de la langue (1852). Ils forment ainsi un « bloc » contre la politique du risorgimento,.
Le général Charles de Menthon d’Aviernoz, opposant à une éventuelle union à la France, illustre ainsi cette tendance à l'indifférence pour la politique du risorgimento, dans un discours devant le Parlement du 3 mars 1852 : « (...) Au reste, lorsque le roi a donné le Statut, je n'ai ni approuvé ni désapprouvé : j'ai accepté. Il a donné le Statut à ses États : Je ne l'ai pas demandé mais je l'ai accepté (...). Pour moi, la Savoie a deux frontières, d'un côté la France, de l'autre les Alpes. (...) je dirai toujours que je ne suis ni italien, ni français, mais que je suis Savoyard de la Savoie unie au Piémont. Voilà ma profession de foi (...). Quant à vous (en s'adressant à ses collègues) soyez Français, soyez Italiens, soyez libéraux, soyez modérés, soyez tout ce que vous voudrez. Moi je suis Savoyard, voilà tout ! » Son discours faisait suite aux attaques des députés piémontais face à l'émergence d'un parti séparatiste, pro-français. Lors de son allocution, il est d'ailleurs raillé par ses collègues piémontais.
Par ailleurs, ce nationalisme trouve aussi un véritable écho culturel avec le regain pour les sociétés savantes locales savoyardes qui s'évertuent à défendre l'identité culturelle et historique du duché. En effet, avec le sentiment que la maison de Savoie s’éloigne de son berceau, un abandon, les élites savoyardes se réfugient dans l’étude et la défense de la culture de leur petite patrie.
Ces crispations se renforcent au début de l'année 1860, lorsque Victor-Emmanuel II de Savoie, roi de Sardaigne et duc de Savoie, s'associe à Napoléon III, Empereur des Français pour cette politique d’unification. Le nationalisme savoyard atteint son apogée dès lors dans le cadre des discussions préalables au traité de Turin et de la question savoyarde et niçoise dans les tractations entre la France et le royaume de Piémont-Sardaigne.

#### Inquiétudes sur un rattachement
Tandis que le royaume de Sardaigne s'ouvre aux idées libérales, les Savoyards, qui semblent tout de même intéressés par ces idées, refusent en réalité de se soulever contre leur roi et s'ancrent dans une attitude conservatrice, sous l'influence du clergé. Le vote du Statut albertin (4 mars 1848) de Charles-Albert de Sardaigne permet aux Savoyards de mettre en avant leurs antagonismes. Après la révolution de 1848, qui génère en Savoie des inquiétudes dans la bourgeoisie, la première guerre d'indépendance italienne ne passionne pas les Savoyards. Le député d'Aix, Gustave de Martinel, exprimera ainsi à la Chambre de Turin cette position lors de la séance du 1er mars 1849 : « Si la guerre de l'Indépendance est populaire en Piémont, elle ne l'est pas en Savoie. Vous combattez pour votre indépendance et votre nationalité : mais nous, pourquoi combattons nous ? »,. Le roi Victor-Emmanuel II de Savoie et son ministre Cavour, en demandant à l'Empire français son aide, comprennent que ce dernier exigera des contreparties. Le bruit d'une annexion future à la France voisine se diffuse auprès des populations.
Dans ce contexte, le chanoine Antoine Martinet écrit un pamphlet indépendantiste : « Que doit faire la Savoie ? ». Envisageant la possibilité d'une cession de la Savoie à la France, il écrit que « si par malheur cette éventualité venait à se réaliser », il fallait dès à présent examiner les solutions à adopter. Il poursuit : « j'aurai du moins cherché à prémunir mes concitoyens contre deux ignominies dont la seule pensée me fait horreur: l'ignominie d'une vente préparée par quelques traîtres, favorisée par la peur du grand nombre, consommée par un vote lâchement hypocrite. L'autre ignominie, non moins intolérable, serait un partage qui imposerait à notre nation la fin d'un troupeau de bétail ». Dans son Histoire de Moûtiers, Jean-Paul Bergeri interprète différemment le texte : « La Savoie est donc un peuple mais un peuple bien petit dans le concert des nations. Comment pourra-t-elle défendre son autonomie, c'est-à-dire son absolue indépendance ? Martinet va alors envisager l'hypothèse d'une Savoie indépendante mais alliée à une autre puissance qui puisse l'aider à se défendre. C'est vers la France que notre auteur va alors se tourner. ». Cependant, Martinet indique que la Savoie « par (son) industrie, (son) commerce, (sa) langue, ne suivons-nous pas la pente de nos eaux ? », à savoir la France. C'est d'ailleurs la même idée que le député et poète tarin Antoine Jacquemoud expose en 1848 dans un hymne qui deviendra par la suite l'aphorisme des pro-annexionnistes :
Ah ! Cette sœur qui nous est chère

De tous nos vœux nous l'appelons.

Nos cœurs vont où va notre Isère

Et le penchant de nos vallons
— Antoine Jacquemoud, Montagnards de Tarentaise, 1848
Cette maxime réapparaîtra, en effet, lors des débats de l'annexion de la Savoie à la France entre 1859-1860, sous la forme « Nos cœurs vont là où coulent nos rivières ».
A contrario le futur ministre Albert Blanc, anti-annexionniste, publie en 1859 un pamphlet intitulé La Savoie et la monarchie constitutionnelle dans lequel il indique que « Les Savoisiens qui se remuent cherchent la République ou l'Empire, mais non pas la France. » (p. 55). La Savoie refusant dans l’Empire, cette centralisation française car « elle s'engloutirait comme une goutte d'eau dans la mer ». Désormais, s'opposeront en Savoie, les pro- et les anti-annexionnistes.

### Nationalisme de 1860 à 1960
L'entrée dans la maison France impériale s'est faite avec un plébiscite quasi unanime, bien que les conditions de son déroulement aient été quelque peu critiquées. Les Savoyards obtiennent des avantages certains : la Grande zone franche ; l'attribution du nom « Savoie » aux deux nouveaux départements ; le maintien de la Cour d'appel de Chambéry et des diocèses de Tarentaise et de Maurienne. Cependant, les Savoyards déchantent rapidement, mais sans toutefois remettre en cause le plébiscite.
La fin du Second Empire est une période marquée par des critiques portées aux événements de 1860. L'idée de décentralisation était partagée par les différents élus locaux. La chute de Thiers en 1873 ne change rien. La nomination du savoyard Jules Philippe à la tête de la préfecture de Haute-Savoie en 1870 est très appréciée. Cependant, tombé en disgrâce, il est envoyé à Perpignan, d'où il démissionnera. Jacques Lovie cite le rapport du sous-préfet de Saint-Julien-en-Genevois en date du 8 juin 1874 : « Nous avons autour de nous une conspiration permanente contre tout ce qui est français. Les Savoyards se soutiennent... Tous s'entendent, du premier au dernier ; que le gouvernement le sache bien ; s'il veut venir à bout de ce pays, s'il veut l'assimiler, qu'il change les fonctionnaires savoyards, qu'il maintienne ceux des Français qui ont assez d'énergie pour résister ».
Le préfet Peloux qui succède à Philippe analyse ainsi la situation : « Nous ne pouvons pas espérer que le mobile des intérêts ne domine pas, dans ce département, le sentiment du patriotisme français. Le savoyard est avant tout autonome et son esprit éminemment prudent et calculateur sait fort bien discerner ce qui peut être utile et bon à la province, c'est là, et ce sera là le mobile de sa conduite politique. Comme j'avais l'honneur de le dire à votre prédécesseur l'attachement de ce pays à la France est en raison directe des avantages qu'il peut en tirer ».
Il mettra en place une épuration du personnel politique et de l'administration du département. Les républicains savoyards qui craignaient le retour de la monarchie avaient momentanément envisagé une union à la Suisse, mais l'amendement Wallon (30 janvier 1875) et sa reconnaissance de la République ont désamorcé cette crise, puis la première guerre mondiale soude les Savoyards à la nation française.
Les Jeunesses fédéralistes savoyardes (JFS) sont considérés comme le premier mouvement régionaliste savoyard. Elles auraient été créées en 1925 par Paul Gay, étudiant en médecine à Lyon, originaire de Saint-Jeoire-en-Faucigny. Ce dernier mettait l'accent sur l'attachement au terroir, le patois, la religion et la France. Une publicité pour la Ligue des Jeunesses fédéralistes au dos de l'unique brochure imprimée laisse à penser que les JFS étaient affiliées au parti de Charles Maurras. Cependant son existence est éphémère car elles disparaissent l'année de sa création. Après l'abandon de ce projet, Paul Gay, ami de Ramuz, se lance avec Jean Dunoyer, rejoints plus tard par Constant Rey-Millet, dans l'édition d'un cahier mensuel savoyard d'art et de littérature, Le Taudis (publication de 1925 à 1928), dans le premier numéro duquel il cite Paul Claudel : Celui qui fait de la politique chez nous, on lui noircit le nez avec le cul de la poêle.
Sous le régime de Vichy, le nationalisme se traduit par l’édition d’une revue, la Revue de Savoie, mais dans le cadre du gouvernement en place. Cependant, le premier article de la Revue, par le Commandant Émile Gaillard, parle de l’existence d’une « région Savoie » reposant sur quatre critères : l’unité géographique, l’affirmation de l’histoire, l’économie autosuffisante et l’uniformité de la culture et l’« homogénéité de la population ». Ces thèmes sont les mêmes qui sont repris aujourd’hui par les différents mouvements, hormis le critère de la population. Cette Revue sera éditée de 1941 au lendemain de la guerre, puis changera de nom pour devenir les Cahiers de Savoie jusqu’en 1947. Après une période de silence, celle-ci réapparaît en 1954 avec un ton plus régionaliste :

« Serions nous assez naïfs de penser que le régionalisme porte en lui les vertus efficaces d'une panacée ? La centralisation dont notre pays, depuis plusieurs siècles, est tout à la fois le bénéficiaire et la victime (...). Pourquoi d'ailleurs discuter régionalisme ? Il nous suffit que la région existe dans les faits et dans la nature des choses. »

— Préface, p. 3-4.
La revue s’éteindra avec un numéro spécial à l’occasion du Centenaire de l’Annexion.

### Nationalisme dans les années 1960
À partir des années 1960, le nationalisme savoyard change de forme : « Beaucoup d'historiens font le constat pour la Savoie et ses populations d'une rupture majeure seulement dans les années 1950, avec l'essor économique, le bouleversement social, le brassage démographique et culturel qui accompagne la fin du monde rural. ». Le nationalisme savoyard quitte la sphère culturelle où il était confiné pour se politiser, mais toujours autour d'une partie des élites locales. Cette évolution est à mettre en relation avec les célébrations du centenaire de l'Annexion, en 1960. Du 26 au 28 mars 1960, les maires de Savoie montent à Paris pour assister aux célébrations ; ils sont reçus par Michel Debré alors Premier ministre. Ce dernier, dans son discours, manque de tact en indiquant que la Savoie devrait remercier la France de l'avoir acceptée...
Cinq années plus tard, le 29 septembre 1965 quelques notables locaux, l'ancien député du Chablais, le docteur Yves-Marie Sautier, l'écrivain chambérien Henry Planche, Guy Saultier et le directeur d'une coopérative agricole, Paul Reboton, fondent le Club des Savoyards de Savoie. Ce mouvement, très fermé, n'autorise l'adhésion qu'à ceux pouvant prouver une ascendance savoyarde remontant avant l'Annexion (soit sur cinq générations). Les buts du mouvement sont clairement définis dans l'appellation, ils se réunissent pour défendre la « personnalité savoyarde », tout en respectant l'appartenance au territoire national, mais en défendant l'idée d'une France plutôt fédérale, reprenant le discours observé avant l'Annexion. Ce réseau qui compte un petit millier de personnes est en lien avec les différentes sociétés savantes de Savoie, dans la mesure où ils défendent les mêmes intérêts, voire en sont membres comme l'abbé Marius Hudry, qui sera président du mouvement jusqu'en 1974, membre de l'Académie de Savoie et secrétaire perpétuel de l'Académie de la Val d'Isère.
Des tensions internes entre les fondateurs et la délégation du Chablais, à propos de l'ouverture à de nouveaux adhérents, provoquent une scission avec la formation du Cercle de l'Annonciade en 1969, par Paul Reboton, qui regroupe une vieille garde élitiste,.
En 1968, Henri Dénarié, un ancien des Brigades internationales, avait fondé Savoie Libre et diffusé quelques tracts. Très informel, il est cependant à l'origine de la mise en place de la fête nationale savoyarde le 19 février 1972, de la proposition de pavoisement sur le fronton des mairies du drapeau de la Savoie en 1973, du nouvel usage du gentilé « savoisien » pour désigner les habitants de la Savoie ou encore du débat sur la caducité du Traité de Turin de 1860.
Ce mouvement Savoie Libre marque le passage du nationalisme savoyard du débat intellectuel à une revendication identitaire. D'autres petits mouvements plus ou moins éphémère vont aussi apparaître la Savoie européenne libre et fédérale (SELF), fondé par Pierre Ratinaud, le Rassemblement régionaliste savoyard et l'Union savoisienne des associations régionalistes de Savoie.

Logotype du MRS.

Toutefois, à l’occasion de la discussion de la création des régions puis de la décentralisation, des Savoyards voient là l’opportunité de créer une unité politique, venant légitimer l’unité culturelle. En juillet 1972, les deux associations culturelles s’associent pour fonder le Mouvement Région Savoie (MRS) qui sert de réceptacle politique à la volonté de certains d’unir les deux départements de la Savoie. Le mouvement régionaliste est en marche. Parmi les impacts majeurs de la création du MRS, il faut retenir la mise en débat dans les deux hôtels départements de Savoie de la question de la création d’une région Savoie, distincte de la région Rhône-Alpes
, une pétition en faveur de la création d'une région qui réunit plus de 100 000 signatures. Le projet de région échoue car les conseillers généraux du département de la Savoie refusent cette union, mais les deux conseils généraux de Savoie décident cependant de créer une structure interdépartementale, l’Entente régionale de Savoie, en 1983, afin de gérer des dossiers communs, comme l'Université de Savoie, l'Orchestre des Pays de Savoie, les Guides du Patrimoine des Pays de Savoie, la Maison de Savoie à Paris (tourisme). Toutefois, le mouvement s’essouffle malgré des participations à diverses élections, notamment régionales et européennes.
Le 19 février 1986, Paul Reboton, du Cercle de l'Annonciade, Henri Dénarié, de Savoie Libre, et Pierre Ratinaud, du SELF, se réunissent pour créer le Conseil consultatif des États de Savoie, évoluant en 1997 en Conseil constitutionnel pour les États de Savoie. Ces différents mouvements, exception faite de l'Annonciade, disparaîtront avec la création de la Ligue savoisienne. Par ailleurs, la même année, un Mouvement Savoie, fondé par Maurice Martinet, un ancien du MRS et du Front national, voit le jour avec un slogan « Savoyards d'abord, Français toujours », et présente des candidats lors de différentes élections. Après l'échec des revendications décentralisatrices, la revendication identitaire et culturelle est devenue un combat politique.
Michel Barnier, ancien sympathisant du MRS, député de la Savoie et président du Conseil général de la Savoie, dans une proposition de réduction du nombre de départements en France, souhaite, en 1989, l'union des deux départements savoyards en un « superdépartement ». Le président du Conseil général de la Haute-Savoie, Bernard Pellarin, oppose une fin de non recevoir, rappelant que son département est plus lié dans son activité économique à la région genevoise qu'à la partie sud de l'ancien duché.

### Nationalisme depuis les années 1990
Quelques années après les Jeux olympiques d’Albertville, la question sur l'avenir de la Savoie continue de motiver les différents mouvements. Le 4 juin 1994, les Savoyards de Savoie, le MRS et le Centre de la culture savoyarde se réunissent à Albertville autour d'un forum intitulé « Quel avenir pour la Savoie en Europe ? », placé sous la pensée de Denis de Rougemont. Parmi les débats, la question récurrente de l'éclatement ou de l'unité et une ouverture, dans le cadre européen, avec la question d'une région transfrontalière alpine, reprenant partiellement les anciens États de Savoie.
Dans ce contexte, un militant, Jean de Pingon, trouvant le MRS trop fébrile, quitte ce mouvement. Il rédige alors des articles dans Le Faucigny et Présence savoisienne, l'organe de l'Annonciade, sur l'avenir de la Savoie qui ne peut que redevenir un « État souverain ». Un appel de Jean de Pingon, paru en 1994 dans Le Faucigny, est à l'origine d'un nouveau mouvement, la Ligue savoisienne,. Basant son discours sur le non-respect du traité de Turin, une certaine réitération historique, une argumentation économique (la Savoie aurait les moyens de vivre sans la France), le tout dans une perspective légaliste (refus de la violence), la Ligue savoisienne s’impose rapidement sur les autres mouvements nationalistes avec son idée d’une Savoie souveraine et indépendante. Elle s'officialise et tient son premier congrès le 26 mai 1996 à Albertville. Elle investit d’ailleurs de façon officielle le champ politique, en participant en 1998 aux élections régionales et cantonales. Cette date marque l’apogée du mouvement avec l’obtention d’un siège au conseil régional de Rhône-Alpes, occupé par Patrice Abeille pour la Haute-Savoie. Sa voix sera d'ailleurs déterminante pour la construction d'une majorité.

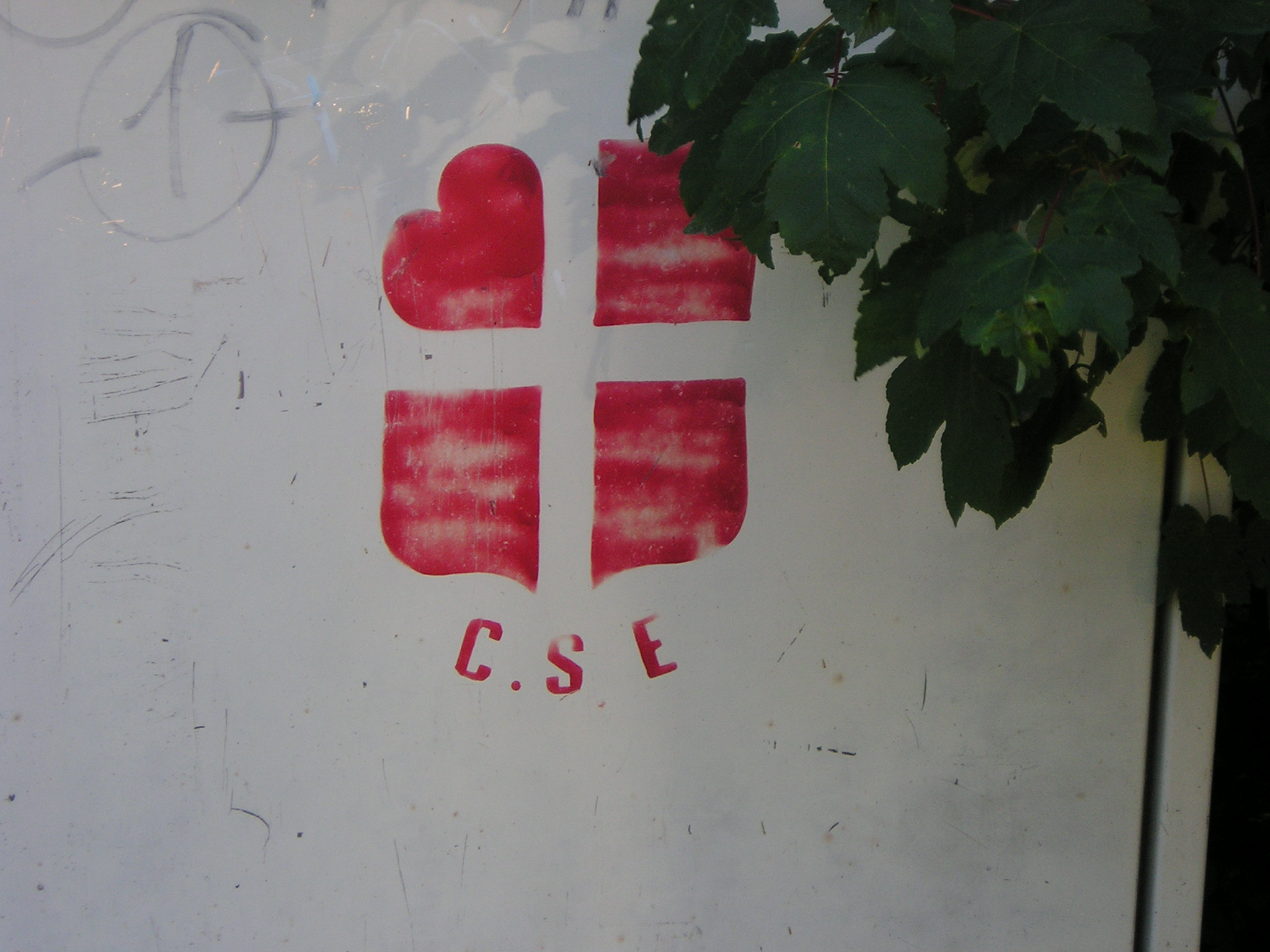
Logo de la Confédération savoisienne.

Mais l'institutionnalisation du mouvement, quelques dérives vers un nationalisme ethnique et la reconnaissance dans le champ politique savoyard d'un régionalisme atténué à travers l'Assemblée des Pays de Savoie entraîne des scissions et notamment la création de mouvements de faible ampleur dont le Rassemblement des Savoisiens (qui présente des candidats aux législatives de 1997) et la Confédération savoisienne, tout aussi discrète mais au discours plus radical que la Ligue. En consultant le Journal officiel, on peut observer que le nombre d'associations culturelles, historiques ou patoisantes (défense de la langue francoprovençale), ou locales augmentent depuis la création de la Ligue savoisienne ; de même que l'utilisation du nom savoisien dans les entreprises ou enseignes diverses.
Dans les années 2000, les discours régionalistes et indépendantistes connaissent un net reflux dans le paysage politique local. Quelques personnes rejoignent le Parti fédéraliste. L’idée d’une région Savoie bénéficie de la brève poussée de ce mouvement indépendantiste et relance le débat auprès des instances politiques savoyardes. Conseillers régionaux ou parlementaires intègrent parfois cette demande dans leurs discours. Un comité La Région Savoie, j’y crois ! (1998) rassemble l’ensemble de ses partisans. La question d'un statut politique pour les Pays de Savoie est un thème politique pour les élus lors des élections, comme l'ancien ministre Hervé Gaymard, ancien membre du MRS, se prononçant pour un Conseil des Pays de Savoie qui fusionnerait les départements et aurait toutes les compétences d'une région. Il a fait de ce projet l'une de ses trois priorités pour la Savoie lors de la campagne des législatives de juin 2007,.
Une des conséquences de ce régionalisme teinté de séparatisme est l'évolution de l'Entente régionale de Savoie en Assemblée des Pays de Savoie le 14 février 2001, à Tamié,. C'est un cas unique en France de coopération interdépartementale aussi poussée.
L'union électorale entre la Ligue savoisienne et le MRS, qui est officialisée en 2007 avec la création du mouvement Savoie Europe Liberté, prend fin en 2009, le MRS ayant à une large majorité décidé de renouer avec sa volonté autonomiste en s'alliant avec Europe Écologie.
L'association « La Région Savoie, j’y crois ! » est un mouvement plutôt autonomiste que nationaliste, qui « a été fondée en 1998 dans la foulée du dépôt de la proposition de loi déposée par deux députés, Michel Bouvard (UMP) et Bernard Bosson (UDF), visant à créer une région Savoie, composée des départements de la Savoie et de la Haute-Savoie », ainsi que le livre de Claude Barbier et Benoît Bro, Région Savoie, Pourquoi - Comment. L'association avait édité un Livre blanc pour la création d'une Région Savoie. Noël Communod, après un bref passage par la Ligue savoisienne, intègre le Comité « Région Savoie, j'y crois », dont il deviendra le président, fonde en avril 2006 le Parti fédéraliste et régionaliste de Savoie (PFRS) affilié au Parti fédéraliste, rédige un certain nombre d'ouvrages sur la question (voir infra). Il quitte son poste de secrétaire général du PFRS en août 2008, pour devenir membre du MoDem Savoie, dont il sera vice-président départemental. Il devient président du MRS en janvier 2010, puis, lors des  élections régionales, sera candidat sur la liste Europe Écologie. Placé en quatrième position, Noël Communod est élu conseiller régional de Rhône-Alpes.
Même si au cours de ces dernières années, le débat est moins visible, le microcosme des indépendantistes continue d'évoluer. Ainsi le 12 juin 2011, environ 600 sympathisants indépendantistes se réunissent à Aix-les-Bains, à l'appel du Mouvement citoyen de Savoie (MCS) devenu le Mouvement citoyens de Savoie (MCSE), présidé par Jean Blanc, un berger originaire de Maurienne et ancien membre de la Ligue savoisienne, candidats aux législatives et sénatoriales pour ce mouvement en 2002 et 2007, et du Gouvernement provisoire de l’État de Savoie (GPESE),. Cette réunion marque la fusion de ces mouvements autour d'un projet la création de l'« État de Savoie » et l'occasion de présenter la nouvelle police dudit futur État. Déjà en 2010, ces deux mouvements avaient réussi à réunir pas moins de 200 personnes à Albertville, en partenariat avec la Confédération savoisienne, pour la « première rencontre internationale de l’État de Savoie », l'occasion de présenter le Gouvernement provisoire de l’État de Savoie et d'affirmer la liberté pour la Savoie en 2011 et la mise en place « des douanes aux frontières entre la Savoie et la France. Ce sera du jamais vu dans notre pays ! »,. Lors de cette réunion était convié Éric Stauffer, le président du Mouvement citoyens genevois.
Lors du 17e congrès de la Ligue Savoisienne, le 21 octobre 2012, la décision de suspendre le mouvement est prise,.

### L'après Ligue savoisienne
À l'été 2014, lors du débat sur le projet de loi relatif à la délimitation des régions, aux élections régionales et départementales et modifiant le calendrier électoral, le député et président du Conseil général de la Savoie, Hervé Gaymard, soutenu par son homologue de la Haute-Savoie, Christian Monteil, propose un amendement qui permettrait la création d'une collectivité territoriale de Savoie–Mont-Blanc,. Celui-ci a été rejeté.
Le 28 juin 2014, lors de sa 17e session réunie à Munich, en Allemagne, l'Organisation des nations et des peuples non représentés (UNPO) admet le gouvernement de l'État de Savoie comme membre.
Fin d'année 2016, deux nouveaux mouvements font leur apparition. Le 17 décembre marque la renaissance de la Ligue savoisienne dite Canal Historique tandis qu'à l'automne un parti politique 100 % Savoie est créé. Ce dernier présente des candidats aux élections législatives de 2017, où l'un de ses candidats, Daniel Magnin, maire de Maxilly-sur-Léman, obtient 7,84 % dans la Cinquième circonscription de la Haute-Savoie.
En octobre 2020, une cinquantaine de personnes se réclamant du mouvement Sénat souverain de Savoie, fondé en 2019, s'est réunie à la nécropole militaire de Morette (Haute-Savoie) afin d'« autoproclamer la création d'un État souverain de Savoie », arguant que le traité de 1860 aurait été abrogé en 1940.

### Renouveau depuis les années 2020
En novembre 2020 paraît le livre de Laurent Gruaz : « Et si la Savoie redevenait indépendante ? », préfacé par Jean de Pingon, fondateur de la Ligue savoisienne. L’auteur, journaliste et historien, développe une thèse de politique fiction dans laquelle il imagine un État de Savoie actuel, dirigé par un descendant de la Maison royale de Savoie, établissant de fait une continuité historique avec l’ancien duché. Il montre ainsi l'intérêt d'une principauté de Savoie, que ce soit aux niveaux économique, environnemental ou administratif, mais surtout social et sociétal.
Fin 2022, avec la fin programmée du Conseil Savoie Mont Blanc (CSMB), décidée unilatéralement par le conseil départemental de Haute-Savoie,, Laurent Gruaz poursuit son action en faveur d’une Savoie réunifiée. Avec Olivier Diebolt, consultant, diplômé en sciences historiques et en intelligence économique, né en Haute-Savoie et d’origine alsacienne, et François Ploton-Nicollet, originaire de Savoie, agrégé de grammaire et enseignant en langue et littérature latines à l'École des chartes, ils créent une pétition pour la fusion des deux départements savoyards en une collectivité unique de Savoie. Le nationalisme savoyard prend alors une nouvelle tournure. La pétition est soutenue par le Mouvement Région Savoie (MRS)-Sabaudia qui lance un « comité de soutien », depuis Saint-Pierre-en-Faucigny, le 30 avril 2023. Si la fin du CSMB a entraîné le lancement de la pétition, l’autre argument qui a motivé leur démarche est la présentation du projet de loi de réforme territoriale voulu par le gouvernement et reporté à 2024. Dans la foulée, les trois amis rédigent une proposition de loi visant à créer une collectivité territoriale unique au sens de l'article 72 de la Constitution pour les départements de Savoie et de Haute-Savoie. Le sénateur de Haute-Savoie Loïc Hervé s’en est saisi. Sa collègue de Savoie Martine Berthet se joint à lui. Lorsque cette proposition de loi sera déposée, tous les trois espèrent peser sur le débat afin de porter la voix de la Savoie.[réf. nécessaire]
Le troisième volet de leur action se fait à travers la création d'une association[Quand ?], Le Cercle de Savoie, qui publie la revue éponyme Les Cahiers du Cercle de Savoie, un trimestriel politique, d’information et d’histoire dont le premier numéro paraît en mars 2024. À travers cette revue, ils souhaitent donner la paroles aux Savoisiens et Savoyards, qu’ils se considèrent comme autonomistes, indépendantistes ou qu’ils vivent simplement en Savoie ou Haute-Savoie venant d’autres régions de France. Là encore, l’objectif reste de fédérer les deux départements savoyards, voués, selon eux, à la disparition programmée d’ici à quelques dizaines d’années au profit des métropoles de Lyon, Grenoble et Genève. Rémi Mogenet, un agrégé et docteur ès Lettres savoyard, les rejoint au sein du Comité de lecture de la revue.[réf. nécessaire]
Ils développent ainsi des propositions pour une Savoie au plus proche de ses habitants. Parmi celles-ci, la création d'un CHU, le maintien de la Cour d'appel de Chambéry, la révision et l’actualisation du traité relatif au fonds de compensation franco-genevois, des mesures concernant le logement dont les prix ont explosé en raison des nombreux travailleurs frontaliers, ou encore la création d’un zone franche au sein d’une collectivité unique de Savoie. Tout ceci concourt à éviter de transformer les territoires frontaliers français « en zones dortoirs et en terrain de jeu géant pour le week-end ou les vacances. »
L'urgence, selon eux, est donc de mettre un terme à ce clivage artificiel entre Savoie et Haute-Savoie, et de rendre à la Savoie, dans sa globalité, un cadre territorial respectueux de son identité historique et la possibilité de s'épanouir en entretenant des relations économiques et culturelles avec les partenaires naturels qu'elle compte à l'est des Alpes ou au nord du Léman tout autant qu'à l'ouest du Rhône.
À l'image de la mobilisation politique et citoyenne qui incarnait « le désir d’Alsace » tant exprimé par les Alsaciens en 2015, ils souhaitent qu'un « désir de Savoie » prenne forme de manière concrète dans les deux départements.

## Mouvements politiques actuels
- Mouvement Région Savoie (MRS) : mouvement régionaliste centriste, fondé en 1972.
- Confédération savoisienne (CSE) : mouvement indépendantiste, fondé en 2001 d'une dissidence de la Ligue savoisienne.
- La Région Savoie, j'y crois ! : association régionaliste fondée en 1998. Transpartisane, elle rassemble les élus favorables à la création d’une région Savoie.
- Gouvernement provisoire de l'État de Savoie (GPESE) : mouvement indépendantiste, fondé entre 2008 et 2010
- Mouvement Citoyens de Savoie (MCSE) : parti politique indépendantiste, fondé en 2011.
- 100 % Savoie : parti politique fondé en 2016, pour une autonomie et le respect des droits de la Savoie.
- Sénat souverain de Savoie : fondé en 2019, mouvement indépendantiste.

### Jeunesse indépendantiste

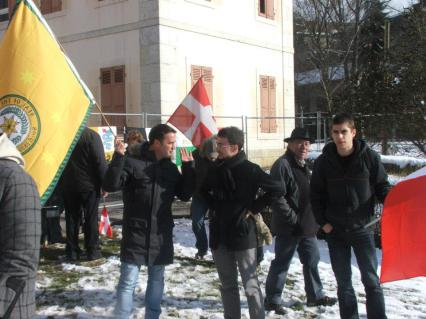
Jeunes régionalistes lors d'une manifestation savoisienne

En outre, il est possible de prendre une option savoyard dans les établissements des pays de Savoie, comme le collège Jean-Marie Molliet à Boëge et le lycée des Glières à Annemasse, animés par Marc Bron, ancien maire d'Habère-Lullin. La création de cette option est un échec relatif, ne suscitant qu'un faible intérêt des lycéens, notamment au lycée des Glières. Parfois ces jeunes sont poussés de force dans cette option, pour cause d'un entourage désireux de conserver la « tradition » linguistique de la région.
Le 19 février 2021 un mouvement de Jeunesse du nom de Savoie Libre Jeune organise une manifestation en honneur du duché de Savoie.

## La tendance suisse

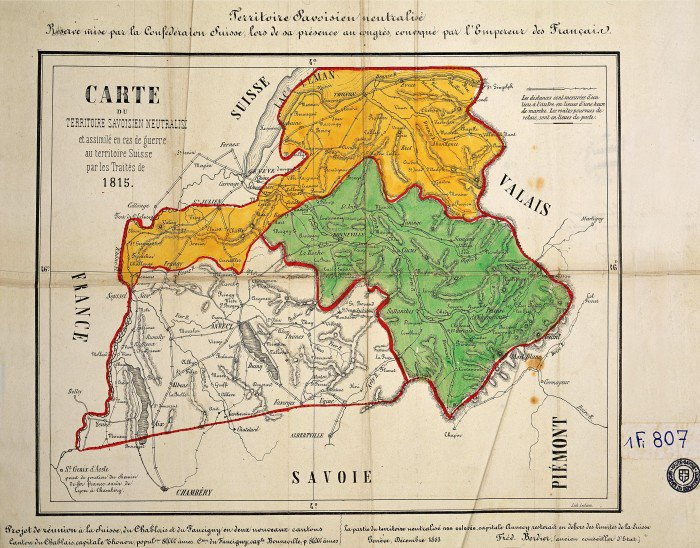
Projet de réunion à la Suisse du Chablais et du Faucigny, sur une carte du territoire savoisien neutralisé (assimilé en cas de guerre à la suisse), 1863.

Parmi les différentes questions que se posent les acteurs à propos de l'avenir pour la Savoie, celle d'une éventuelle union avec la Confédération suisse voisine revient de temps à autre.
Déjà, lors des débats sur l'Annexion en 1859-60, cette éventualité avait été envisagée dans des villages de la partie nord du duché de Savoie. Une pétition a même été lancée à cette occasion rassemblant plus de 13 000 signatures. Cette question avait été éludée avec la création d'une zone franche dans cette partie de l'ancien duché et la mise en place d'un bulletin « Oui et Zone franche » lors du plébiscite. Le journal La Savoie du Nord analysait alors : « En votant "zône" dans les conditions qu'on leur a faites, les Savoyards ont défini eux-mêmes leur nationalité et ont mis plus de Suisse que de France dans l'urne électorale ».
Un agent administratif français des cantons de Reignier et Annemasse notera en 1943: «Il est absolument certain qu'un plébiscite en zone franche [Chablais, Faucigny et une partie du Genevois savoyard] donnerait une forte majorité en faveur d'un rattachement à la Suisse ; les raisons en sont simples: pays neutre depuis longtemps, administration plus souple que la nôtre, monnaie apparemment plus saine et surtout les nombreux avantages que la population de la région trouverait à Genève, ville universitaire (Lyon ou Grenoble sont trop loin), ville d'art, centre de commerce et d'industrie, etc.» 
En septembre 2008, la question est relancée avec un sondage polémique, commandé par le Mouvement Franche-Comté de Jean-Philippe Allenbach, sur le rattachement de la Franche-Comté et de la Savoie à la Suisse. Celui-ci indique que si la Savoie quittait la France, « 43,7 % des Suisses seraient plutôt favorables à un rattachement (...), contre 37,59 % d'opposants. Si l'on ne prend en compte que la Suisse romande, ce taux monte même à 55,9 % d'opinions favorables contre 28,4 % d'opinions négatives »,,. Les Savoisiens de la Ligue se disent intéressés par ce projet.
En 2010, un sondage de l'hebdomadaire alémanique Die Weltwoche, révèle que 48 % des Savoyards des deux départements se prononcent pour un rattachement à la Suisse.

## Emblèmes et symboles
La Savoie possède des emblèmes et des symboles propres :

Le drapeau de la Savoie

- Le drapeau : Il reprend le dessin du blason des ducs de Savoie : De gueules à la croix d'argent [92]
- L'hymne : Les Allobroges[93], faisant référence à l'ancien peuple celte des Allobroges, installé sur les terres de Savoie au début du IIIe siècle av. J.-C. Ce chant, créé au XIXe siècle, prend pour thème la « liberté », d'après les paroles de l'auteur savoyard Joseph Dessaix.

« Allobroges vaillants ! Dans vos vertes campagnes
Accordez-moi toujours asile et sûreté
Car j'aime à respirer l'air pur de vos montagnes :
Je suis la Liberté ! la Liberté ! »

- Une fête nationale : le 19 février[94], date de l'érection du comté de Savoie en duché de Savoie en 1416[95]. Le choix de cette date est à associer avec l'éveil du nationalisme savoyard du XXe siècle. En 1970, le Cercle de l'Annonciade fait la promotion de cette date, reprenant les idées du fondateur du mouvement antérieur Savoie Libre. La Ligue savoisienne organisait à cette occasion un repas dans une ville de Savoie.